# César Millán
César Felipe Millán Favela, né le 27 août 1969, est un dresseur de chiens et auteur américano-mexicain. Il est principalement connu pour sa série télévisée César, l'homme qui parlait aux chiens, nommée aux Emmy Award et produite de 2004 à 2012. Il est également auteur de best-sellers et créateur d'un centre de réhabilitation pour chiens agressifs. Il est cofondateur de la Fondation Cesar Millan, destinée à soutenir les refuges. Ses méthodes, considérées comme coercitives, sont critiquées.

## Biographie

### Enfance et jeunesse
Millan est né le 27 août 1969. Ses parents sont Felipe Millán Guillen et María Teresa Favela. Il grandit dans la campagne de Culiacán, Sinaloa, Mexique, au contact des animaux dans la ferme où son grand-père travaille. Il affirme que dès ses 13 ans, il souhaitait devenir le meilleur dresseur de chiens du monde,. Enfant, il est surnommé El Perrero. La famille déménage à Mazatlán.
Millan traverse illégalement la frontière entre le Mexique et les États-Unis en 1990, à l'âge de 21 ans et arrive à San Diego. Il ne parle alors pas anglais.

### Carrière
Il vit de petits boulots et finit par travailler comme toiletteur pour chiens, où il se fait remarquer pour parvenir à s'occuper des chiens les moins commodes,. En 1991, il propose ses services pour dresser des chiens. Il travaille ainsi pour l'actrice Jada Pinkett Smith, qui lui fournit un professeur pour améliorer son anglais pendant un an,, et qui le recommande à ses connaissances.
Sans avoir de formation dans le domaine, Millan fonde le Dog Psychology Center, centre spécialisé dans le travail avec les chiens de grandes races et comprenant un terrain de deux acres (0,81 ha) dans le sud de Los Angeles. En 2009, ce centre déménage à Santa Clarita, en Californie. Millan ouvre une clinique sur la côte Est au Country Inn Pet Resort à Davie, en Floride, près de Fort Lauderdale.

#### Succès
César Millan est contacté par des producteurs de télévision à partir de 2002, après un portrait dans le Los Angeles Times[réf. nécessaire]. Il s'associe à Sheila Emery et Kay Sumner, aux côtés de la compagnie de production MPH Entertainment. La chaîne National Geographic s'associe au financement pour 26 épisodes d'une demi-heure de la série de téléréalité Dog Whisperer with Cesar Millan. Elle devient l'émission no 1 de National Geographic au cours de sa première saison. Pour la deuxième saison, les épisodes durent une heure et sont diffusés en prime-time. La série est arrêtée en 2012.
En 2009, le New York Times attribue le succès de Millan à son sens personnel de l'équilibre,. La même année, Millan lance un magazine mensuel intitulé Cesar's Way. Le Wall Street Journal rapporte à l'époque que la moitié des consommateurs américains connaissent Millan. Le magazine combine des conseils de Millan avec des articles sur la relation entre chiens et humains. Le magazine cesse sa parution fin 2014.
En 2013, il fait l'objet d'une série télévisée documentaire, Cesar Millan's Leader of the Pack, diffusée sur la chaîne Nat Geo Wild. L'année suivante, 2014, Cesar 911 est diffusée la même chaine. En 2015, il s'associe Sid et Marty Krofft pour créer Mutt & Stuff, une émission de télévision préscolaire pour la chaîne Nickelodeon. Le fils de Millan, Calvin, joue dans la série. En 2017, Millan et son fils aîné Andre participent à une nouvelle série Cesar Millan's Dog Nation, qui dure une saison,,.

## Activités

### Éducation canine
Avant la diffusion de la série The Dog Whisperer, Millan se concentre sur la réhabilitation des chiens agressifs et fonde un complexe de réhabilitation, le Dog Psychology Center, dans le sud de Los Angeles.
Millan déclare que son « objectif dans la réhabilitation des chiens et la formation des personnes est de créer des relations équilibrées entre les humains et les canidés. »
Sa méthode repose sur la théorie de la dominance, qui est scientifiquement invalidée. Selon lui, les propriétaires de chiens devraient assoir leur rôle en tant que chefs de meute, avec une énergie « calme et ferme »,, énergie à laquelle il fait souvent référence sans qu'il s'agisse d'un concept validé par les comportementalistes canins. D'après lui, les chiens ont trois besoins primaires, qui sont dans l'ordre l'exercice, la discipline et l'affection,, . Il emploie des indications vocales dans son travail, des gestes et le langage corporel pour communiquer avec les chiens, qu'il privilégie à l'usage de la parole ou du nom de l'animal. D'après Millan, les chiens sentent, comprennent et réagissent plus facilement à l'énergie d'une personne qu'à leur parole. Il emploie son attitude corporelle et le contact physique pour obtenir un « état calme de soumission » de la part du chien. Ses résultats sont perçus comme « miraculeux » mais sont aussi critiqués car considérés comme abusifs envers les chiens.
Dans ses émissions, Millan emmène les chiens aux cas les plus sérieux au sein de son centre pour effectuer une rééducation. Ces émissions ne sont pas conçues comme un guide de dressage et chaque épisode contient des avertissements indiquant qu'il ne faut pas essayer de reproduire ces techniques sans les conseils d'un professionnel.
César Millan donne des consultations privées dont les honoraires varient entre 10 000 et 100 000 dollars.

#### Critiques
Selon un article de janvier 2007 dans la revue scientifique indienne Current Science, des éducateurs canins indiens trouvent les méthodes de Millan obsolètes, imparfaites, non scientifiques et inhumaines. Les détracteurs de Millan disent que ce que Millan appelle la « soumission calme » est en réalité un état d'impuissance, résultat de techniques de dressage de chiens. Selon une étude publiée dans Applied Animal Behavior Science, Millan a joué un rôle important dans la vulgarisation des techniques punitives, et les comportements des chiens sont provoqués par la peur et l'anxiété et non par le manque de statut alpha du propriétaire. Malcolm Gladwell déclare dans The New Yorker que les critiques réagissent à une version télévisée de l'approche de Millan, avec des passages coupés, ce qui augmente l'impression de fréquence et d'intensité de ses méthodes avec les chiens,.
En octobre 2012, Millan apparaît dans The Alan Titchmarsh Show. Titchmarsh qualifie les méthodes de Millan de « cruelles » et « inutiles », citant une vidéo dans laquelle Millan frappe un chien à la gorge, ce que Millan appelle un contact et non un coup. Titchmarsh y lit une déclaration de la RSPCA affirmant que « les techniques d'entraînement défavorables qui ont été utilisées par Cesar Millan peuvent causer de la douleur et de la peur aux chiens et peuvent aggraver leurs problèmes de comportement. » Écrivant dans le journal britannique Metro, l'écrivain Andrew Williams note que c'est la première fois que Titchmarsh « a dévié de sa stratégie d'interview habituelle - qui couvre toute la gamme de la flagornerie légère à sauvage » et le décrit comme « probablement la seule célébrité que Millan a n'a pas réussi à convaincre. »

### Livres
Les trois premiers livres de Millan, dont Cesar's Way, se sont vendus cumulativement à deux millions d'exemplaires aux États-Unis et sont disponibles dans 14 autres pays.

### Cesar Millan Inc. et Fondation Millan
La société de César Millan gère plusieurs types d'activités, comme du matériel canin (jouets, shampoings, collier d'éducation), conférences, vente de produits dérivés (livres, DVD), et le Dog Psychology Center. Une partie des bénéfices est reversée à la Fondation Cesar Millan. Celle-ci est créée pour fournir un soutien financier aux refuges pour animaux et aux organisations engagées dans le sauvetage, la réhabilitation et le relogement des animaux maltraités et abandonnés, et pour financer des programmes de stérilisation. Il vise à « améliorer la santé, le bonheur et l'harmonie des chiens et des humains - tout en aidant les deux espèces à apprendre l'une de l'autre et à se soutenir mutuellement ». La Fondation a travaillé avec l'Université de Yale pour créer un programme pour enfants basé sur son travail.

### César Millan Live
César Millan Live ! est à la fois une conférence internationale et une performance scénique où Millan présente ses techniques et son approche, tirées de ses émissions de télévision et de ses livres devant un public en direct. Le spectacle consiste en une demi-conférence et une demi-démonstration avec des chiens de refuge locaux, dans lesquelles il utilise ses techniques de formation de chef de meute pour modifier les comportements négatifs.

## Poursuites judiciaires
Le pitbull de Millan, Junior, aurait tué le chien de l'actrice Queen Latifah et aurait mordu à plusieurs reprises la gymnaste Lidia Matiss en 2017. Millan a nié publiquement les allégations selon lesquelles son pitbull aurait tué le chien de Queen Latifah.

## Vie privée
Millan devient résident permanent des États-Unis en 2000, puis citoyen américain en 2009. Il vit à Los Angeles, Californie .
À 23 ans, il se marie à une américaine, Ilusion, en 1994. Ils ont deux fils. En mai 2010, après la mort de son chien Daddy, en février, et après avoir appris l'intention de sa femme de divorcer, Millan fait une tentative de suicide. En juin 2010, sa femme demande le divorce. En août 2010, il commence une relation avec Jahira Dar,, actrice, ancienne styliste et consultante mode. Ils annoncent leurs fiançailles en avril 2016.

### Chiens
L'un des nombreux chiens de Millan, Daddy, Pit Bull Terrier américain, fait partie intégrante du travail de Millan et de sa série télévisée, The Dog Whisperer. Millan choisit le chiot Junior, comme mentorat  de Daddy - pour devenir apprenti, apprendre son tempérament et se préparer à succéder à Daddy. Daddy meurt à 16 ans, en février 2010. Le chien Junior lui succède. Junior est accusé d'avoir mordu plusieurs personnes et mutilé plusieurs chiens, dont le chien de Queen Latifah. Junior est décédé le 21 juillet 2021.

## Culture populaire
Millan a joué son propre rôle dans Ghost Whisperer (saison 2, épisode 18, "Children of Ghosts"). Dans l'épisode, Melinda ( Jennifer Love Hewitt ) cherche Millan pour obtenir des conseils sur la façon d'aider Homer, le chien fantôme de Ghost Whisperer (de la saison 1), à traverser la lumière.
Une version satirisée de Millan a été représentée dans " Tsst ", l'épisode du 3 mai 2006 de la série animée Comedy Central South Park . Dans l'épisode, Liane Cartman demande l'aide de Millan pour appliquer ses principes à son fils qui se conduit mal, Eric Cartman . Les principes fonctionnent et Eric devient temporairement complètement réformé. Cependant, lorsqu'il finit par refuser de sortir avec sa mère, celle-ci cède à ses exigences afin de le persuader de l'accompagner, ramenant ainsi son comportement à son état d'origine. En 2010, lorsqu'on a demandé à Millan s'il était offensé par l'épisode, il a déclaré que les créateurs de la série ( Trey Parker et Matt Stone ) l'avaient contacté pour l'informer au préalable de leurs intentions et qu'il avait trouvé l'épisode fantastique. Millan a réagi à l'épisode dans une vidéo publiée le 13 novembre 2019 sur sa chaîne YouTube.
Millan s'est joué dans " The Finger in the Nest ", l'épisode du 17 septembre 2008 de Bones, aidant les personnages principaux à déterminer si un lieu était utilisé pour des combats de chiens. Millan a joué lui-même dans Beethoven : Une star est née !, qui a été présenté en première au cinéma le 30 décembre 2008, et The Back-Up Plan, qui est sorti le 23 avril 2010 en salles.
Millan a fait une apparition en tant que juge dans l'épisode 3 de la 10e saison de la série de concours de télé-réalité américaine The Apprentice, présentant des indices dans une catégorie dans l'épisode du 27 avril 2011 de Jeopardy!  et en tant qu'invité à la table d'un chef dans l'épisode de la saison 15 de Hell's Kitchen .

## Filmographie

### Cinéma
- 2008 : Beethoven : Une star est née ! : Lui-même
- 2010 : Le Plan B
- 2019 : Pauvre Toutou ! : Voix

### Télévision
- 2004 : Le meilleur chien de l'Amérique : Lui-même / Juge
- 2004–2016 : César, l'homme qui parlait aux chiens : Lui-même / Hôte / Narrateur
- 2007 : Ghost Whisperer (saison 2, épisode 18 : Fille de Fantôme) : Lui-même
- 2008 : Bones (saison 4, épisode 4 : Un après midi de chien) : Lui-même
- 2008 : Les Girls de Playboy : Lui-même
- 2010 : The Apprentice : Lui-même
- 2013 : Cesar Millan : Cauchemars de chienchien : Spécial télé
- 2014-2016 : César 911 : Lui-même
- 2014 : À quel point êtes-vous humain ? : Lui-même
- 2014 : La socialisation de Cesar Millan : Lui-même
- 2014 : Cesar Millan : J'aime mon pitbull : Lui-même
- 2014 : Jeopardy! : Lui-même / Présentateur d'indices vidéo
- 2015-2016 : Mutt et Stuff : Lui-même
- 2015 : César Millan : Vive Las Vegas ! : Spécial télé
- 2017 : Recrue de César : Asie : Lui-même / Hôte
- 2018 : Discussion de table rouge : Lui-même
- 2021 - : Cesar Millan : meilleur humain, meilleur chien : Lui-même

## Vidéographie
- (en) Cesar Millan's Mastering Leadership Series, Volume 1: People Training for Dogs (2005)
- (en) Cesar Millan's Mastering Leadership Series, Volume 2: Becoming a Pack Leader (2006)
- (en) Cesar Millan's Mastering Leadership Series, Volume 3: Your New Dog: First Day and Beyond (2007)
- (en) Cesar Millan's Mastering Leadership Series, Volume 4: Sit and Stay the Cesar Way (2008)
- (en) Cesar Millan's Mastering Leadership Series, Volume 5: Common Canine Misbehaviors (2009)
- (en) Cesar Millan's Mastering Leadership Series, Volume 6: Raising the Perfect Puppy (2010)
- (en) Dog Whisperer with Cesar Millan – The Complete First Season (2006)
- (en) Dog Whisperer with Cesar Millan – The Complete Second Season (2007)
- (en) Dog Whisperer with Cesar Millan – The Complete Third Season (2008)
- (en) Dog Whisperer with Cesar Millan – Celebrity Edition (2008)
- (en) Dog Whisperer with Cesar Millan – The Complete Fourth Season, Volume 1 (2010)
- (en) Dog Whisperer with Cesar Millan – The Complete Fourth Season, Volume 2 (2010)
- (en) Dog Whisperer with Cesar Millan – Season 5 (2011)
- (en) Dog Whisperer with Cesar Millan – Season 6 (2009)
- (en) Cesar Millan's Leader of the Pack (2013)
- (en) Cesar Millan: Love My Pit Bull (2014)
- (en) Essentials of Dog Behavior, Volume 1: Socialization (2014)
- (en) Essentials of Dog Behavior, Volume 2: The Language of Dogs (2015)
- (en) Cesar Millan: Viva Las Vegas (2015)
- (en) Mutt & Stuff, Season 1 (2015)
- (en) Mutt & Stuff, Season 2 (2016)